# Mazurská jezerní plošina
Mazurská jezerní plošina nebo Mazurské pojezeří (polsky Pojezierze Mazurskie) je oblast na severovýchodě Polska (Varmijsko-mazurské vojvodství) o rozloze okolo 52 000 km², z čehož 7 % připadá na vodní plochy. Jezerní plošina s charakteristickými morénami vznikla v době pleistocenního zalednění. Nachází se zde více než 2700 jezer, přičemž se počítají pouze vodní plochy o rozloze alespoň jednoho hektaru. Maximální nadmořská výška činí 309 m. Významnými řekami jsou Omulew, Rozoga a Węgorapa. Mazurský kanál měl propojit jezero Mamry s řekou Lava, která se vlévá do Baltského moře, zůstal však nedokončený.

## Historie
Plošina je pojmenována podle historického regionu Mazury, starousedlíci hovoří mazurským dialektem polštiny (Mazurská gádkä). Patřila Státu Řádu německých rytířů a Prusku, za 1. světové války byla oblast dějištěm válečných operací (první bitva na Mazurských jezerech v roce 1914 a druhá bitva na Mazurských jezerech v roce 1915). Součástí Polska se stala na základě Postupimské dohody v roce 1945.

## Přírodní poměry
Region je porostlý hustými lesy, žije zde zubr evropský, los evropský, rys ostrovid, bobr evropský nebo prase divoké. Na plošině hnízdí okolo 350 druhů ptáků (orel skalní, káně lesní, jeřáb popelavý, tetřev hlušec, kormorán velký a další). Část území o rozloze 536 km² je od roku 1977 chráněna jako Mazurský krajinný park. V Boreckém pralese byly zřízeny čtyři rezervace, jezero Łuknajno je chráněno UNESCO v rámci programu Člověk a biosféra.
Mazurská jezera jsou oblíbenou rekreační oblastí, provozuje se jachting, plavání, rybolov, cyklistika i pěší turistika. Hlavním letoviskem je město Giżycko. Nedaleko Kętrzyna se nachází Hitlerův bunkr Vlčí doupě.
Mazurská jezerní plošina byla mezi 28 světovými lokalitami navrženými na seznam Nových sedm divů přírody.

## Podoblasti
- Pojezierze Olsztyńskie
- Pojezierze Mrągowskie
- Kraina Wielkich Jezior Mazurskich
- Kraina Węgorapy
- Wzgórza Szeskie
- Pojezierze Ełckie
- Równina Mazurska

## Největší jezera
- Śniardwy (114 km²)
- Mamry (104 km²)
- Niegocin (26 km²)
- Roś (19 km²)
- Nidzské jezero (18 km²)